# Obereopsis insignis
Obereopsis insignis är en skalbaggsart som beskrevs av Aurivillius 1907. Obereopsis insignis ingår i släktet Obereopsis och familjen långhorningar.
Artens utbredningsområde är Togo. Inga underarter finns listade i Catalogue of Life.